# Medalla de Carlos y Olga
La Medalla de Carlos y Olga fue establecida por iniciativa de la reina Olga de Württemberg, con el consentimiento de su marido Carlos I para la celebración del Jubileo de Plata (25 años) de la ascensión al trono del rey, el 16 de junio de 1889. El premio fue entregado a los hombres y mujeres que se hayan caracterizado por brindar un servicio honorable a la Cruz Roja Alemana en el cuidado de heridos y enfermos (especialmente soldados). La ceremonia de premiación se realizaba a petición de la reina, y siempre por el rey de Wurtemberg.

## Apariencia
La medalla fue otorgada en las versiones de plata y bronce, y presentaban en la parte frontal las efigies en relieve de la pareja reinante, nimbadas con una cruz de esmalte rojo y brazos iguales. A su alrededor, formando una circunferencia, una faja con la frase: CARLOS Y OLGA REY Y REINA DE WÜRTTEMBERG. En el reverso llevaba una inscripción en 4 líneas: POR MÉRITOS HACIA LA CRUZ ROJA  y debajo, una estrella de 6 puntas. En la faja que rodea todo se encuentran las palabras: BAJO LA PROTECCIÓN DE LA ASOCIACIÓN SANITARIA DE LA CRUZ ROJA WURTEMBURGUESA.
El grabado de la medalla estuvo a cargo del medallista de la corte de Wurtemberg, Karl Schwenzer.

## Forma de llevarla
La medalla fue lucida por los hombres, colgando de una cinta en la parte izquierda del pecho. Las mujeres la lucían en el mismo lugar pero colgando de un lazo o moño.